# Řada (matematika)
Řada (také nekonečná řada) je matematický výraz ve tvaru {\displaystyle \sum _{n=1}^{\infty }a_{n}}, kde {\displaystyle a_{1},a_{2},a_{3},\ldots } je nějaká posloupnost.
Pokud jsou členy řady tvořeny čísly, tzn. každý člen {\displaystyle a_{n}\,} závisí pouze na svém pořadovém čísle {\displaystyle n\,}, pak hovoříme o číselných řadách (řadách s konstantními členy). Každý prvek řady však může záviset nejen na svém pořadovém čísle {\displaystyle n\,}, ale také na dalších parametrech. Takové řady označujeme jako funkční (popř. také funkcionální). Funkční řada je řada, jejímiž členy jsou funkce. Funkční řadu, kterou získáme z funkční posloupnosti {\displaystyle (f_{n}(x))\,}, vyjadřuje výraz
{\displaystyle \sum _{n=1}^{\infty }f_{n}(x)=f_{1}(x)+f_{2}(x)+f_{3}(x)+\cdots }
pro {\displaystyle x\in (a,b)}, kde {\displaystyle (a,b)} je vzájemný průnik definičních oborů funkcí {\displaystyle f_{1}} až {\displaystyle f_{n}}.
Zvolíme-li libovolné {\displaystyle x_{0}\in (a,b)}, pak získáme číselnou řadu {\displaystyle \sum _{n=1}^{\infty }f_{n}(x_{0})}.

## Součet řady
Z posloupnosti {\displaystyle a_{1},a_{2},a_{3},\ldots } lze vytvořit novou posloupnost {\displaystyle (s_{n})\,}, jejíž členy jsou určeny jako {\displaystyle s_{n}=\sum _{k=1}^{n}a_{k}}, tedy (konečný) součet prvních n prvků posloupnosti {\displaystyle (a_{n})\,}. Posloupnost {\displaystyle (s_{n})\,} označujeme jako posloupnost částečných součtů nebo sumaci řady {\displaystyle \sum a_{n}}. Člen {\displaystyle s_{n}\,} této posloupnosti se nazývá {\displaystyle n}-tým částečným součtem nekonečné řady.
Součet nekonečné řady je definován prostřednictvím limity posloupnosti částečných součtů jako
{\displaystyle \lim _{n\to \infty }s_{n}}.
Termín „řada“ bývá v některých případech ztotožňován s tímto součtem.

## Konvergence řady
Má-li posloupnost částečných součtů konečnou limitu, tedy
{\displaystyle \lim _{n\to \infty }s_{n}=s},
pak je řada konvergentní (např. {\displaystyle \sum _{n=1}^{\infty }{\frac {1}{n^{2}}}={\frac {\pi ^{2}}{6}}}), popř. bodově konvergentní v případě funkční řady. Pokud uvedená limita neexistuje (například {\displaystyle \sum _{n=1}^{\infty }(-1)^{n}} - posloupnost částečných součtů je oscilující) nebo je nevlastní, tedy {\displaystyle s=\pm \infty } (například {\displaystyle \sum _{n=1}^{\infty }{\frac {1}{n}}=\infty }), pak je řada divergentní.
Pro číselné řady je součtem řady číslo. Pro funkční řady je součtem řady funkce {\displaystyle s(x)=\lim _{n\to \infty }s_{n}(x)}.
Řada {\displaystyle a_{1}+a_{2}+a_{3}+...} komplexních čísel {\displaystyle a_{k}=\alpha _{k}+\mathrm {i} \beta _{k}\,}, kde {\displaystyle \alpha _{k},\beta _{k}\,} jsou reálná čísla pro {\displaystyle k=1,2,...\,}, je konvergentní tehdy a jen tehdy, konvergují-li obě řady {\displaystyle \alpha _{1}+\alpha _{2}+\alpha _{3}+...\,} a {\displaystyle \beta _{1}+\beta _{2}+\beta _{3}+...\,}.
Pokud {\displaystyle \lim _{n\to \infty }\alpha _{n}=\alpha } a {\displaystyle \lim _{n\to \infty }\beta _{n}=\beta }, pak
{\displaystyle \lim _{n\to \infty }a_{n}=\lim _{n\to \infty }\alpha _{n}+\mathrm {i} \lim _{n\to \infty }\beta _{n}=\alpha +\mathrm {i} \beta =a}
Konverguje-li řada {\displaystyle \sum a_{n}}, pak konverguje také řada {\displaystyle \sum ca_{n}}. Jestliže konverguje řada {\displaystyle \sum a_{n}}, pak konverguje také řada, která z této řady vznikne přidáním nebo odebráním konečného počtu členů. Pokud řada {\displaystyle \sum a_{n}} diverguje, pak bude divergentní také řada, která vznikne z této řady přidáním nebo odebráním konečného počtu členů.
U funkčních řad se jako {\displaystyle \sum f_{n}(x)} označuje množina {\displaystyle \mathbf {M} } všech {\displaystyle x}, pro která je daná řada konvergentní, jako obor konvergence dané řady.

### Absolutní konvergence
Pokud konverguje řada {\displaystyle \sum _{n=1}^{\infty }a_{n}}, ale nekonverguje řada {\displaystyle \sum _{n=1}^{\infty }|a_{n}|}, pak řada {\displaystyle \sum _{n=1}^{\infty }a_{n}} konverguje neabsolutně.
Pokud konverguje řada {\displaystyle \sum _{n=1}^{\infty }|a_{n}|} i řada {\displaystyle \sum _{n=1}^{\infty }a_{n}}, pak řada {\displaystyle \sum _{n=1}^{\infty }a_{n}} konverguje absolutně.
Pro absolutně konvergentní řady platí komutativní, asociativní a distributivní zákony. Přesouváním členů absolutně konvergentní řady se nezmění konvergence ani součet řady.
Jsou-li dány dvě absolutně konvergentní řady {\displaystyle \sum _{n=1}^{\infty }a_{n},\sum _{n=1}^{\infty }b_{n}} se součty {\displaystyle s_{a},s_{b}\,}, pak platí
{\displaystyle \sum _{n=1}^{\infty }(a_{n}+b_{n})=s_{a}+s_{b}}
{\displaystyle \sum _{n=1}^{\infty }c_{n}=\sum _{n=1}^{\infty }a_{n}\sum _{n=1}^{\infty }b_{n}=s_{a}s_{b}},
kde {\displaystyle c_{n}=a_{1}b_{n}+a_{2}b_{n-1}+...+a_{n-1}b_{2}+a_{n}b_{1}\,}.

### Stejnoměrná konvergence
Řadu funkcí {\displaystyle \sum _{i=1}^{\infty }f_{i}(z)} označíme jako stejnoměrně konvergentní, pokud v uzavřené oblasti {\displaystyle \mathbf {G} } komplexní roviny {\displaystyle z} existuje takové číslo {\displaystyle \varepsilon >0} a k němu číslo {\displaystyle N(\varepsilon )}, že pro libovolné {\displaystyle n>N(\varepsilon )} a {\displaystyle z\in \mathbf {G} } platí {\displaystyle |s_{n}-s|<\varepsilon }. Je-li {\displaystyle z} reálné, pak oblast {\displaystyle \mathrm {G} } představuje interval.

### Podmínky konvergence
U konvergentních řad lze zavést zbytek řady po {\displaystyle n}-tém součtu jako
{\displaystyle R_{n}=s-s_{n}\,}
Podmínku konvergence řady lze vyjádřit také tak, že nekonečná řada konverguje právě tehdy, pokud k libovolnému kladnému číslu {\displaystyle \varepsilon } existuje takové {\displaystyle N(\varepsilon )}, že pro libovolné {\displaystyle n>N(\varepsilon )} platí nerovnost
{\displaystyle \left|R_{n}\right|=\left|s-s_{n}\right|<\varepsilon }
Nutnou podmínkou konvergence řady {\displaystyle \sum a_{n}} je
{\displaystyle \lim _{n\to \infty }a_{n}=0}
Pokud se součet řady {\displaystyle \sum a_{n}} vyjádří ve tvaru {\displaystyle s=s_{n}+R_{n}\,}, kde {\displaystyle s_{n}\,} je {\displaystyle n\,}-tý částečný součet a {\displaystyle R_{n}\,} je zbytek řady po {\displaystyle n\,}-tém částečném součtu, pak nutnou a postačující podmínku konvergence této řady lze vyjádřit vztahem
{\displaystyle \lim _{n\to \infty }R_{n}=\lim _{n\to \infty }(s-s_{n})=0}
Nutná a postačující podmínka konvergence bývá také vyjadřována ve formě Bolzanova-Cauchyova kritéria. Podle něj je nekonečná řada konvergentní právě tehdy, existuje-li k libovolnému {\displaystyle \varepsilon >0} takové číslo {\displaystyle N(\varepsilon )}, že pro libovolná {\displaystyle m>N(\varepsilon ),n>N(\varepsilon )} platí
{\displaystyle \left|s_{m}-s_{n}\right|<\varepsilon }

## Přerovnání řady
Operace sčítání v {\displaystyle \mathbb {C} } je komutativní. Proto při sčítání konečného počtu čísel nezáleží na pořadí, v jakém jsou sčítány. Při nekonečně mnoha sčítancích tomu tak být nemusí.
Přerovnáním řady {\displaystyle \sum a_{n}} podle {\displaystyle \phi \,} se nazývá řada {\displaystyle \sum a_{\phi (n)}}, kde {\displaystyle \phi \,} je bijekce {\displaystyle \mathbb {N} \rightarrow \mathbb {N} }.
Pokud je řada {\displaystyle \sum a_{n}} absolutně konvergentní, pak její každé přerovnání je také absolutně konvergentní řada a má stejný součet.

### Riemannova věta
Je-li řada {\displaystyle \sum a_{n}} neabsolutně konvergentní reálná řada, pak ke každému {\displaystyle s\in {\overline {\mathbb {R} }}} existuje přerovnání {\displaystyle \sum a_{\phi (n)}}, jež má součet {\displaystyle s\,}. Rovněž existuje oscilující přerovnání {\displaystyle \sum a_{\psi (n)}}.
Důkaz: Označme K rozšířené reálné číslo rovné součtu kladných členů řady (je-li jich nekonečně mnoho, pak jej lze definovat jako součet řady s vynecháním nekladných členů nebo ekvivalentně jako supremum součtů konečných množin kladných členů). Podobně buď Z součet záporných členů řady.
Pak jsou jen tři možnosti:

a) K i Z jsou konečné, pak řada v každém přerovnání konverguje k číslu K+Z.

b) přesně jedno z nich je konečné, pak řada v každém přerovnání diverguje k tomu z nich, které je nekonečné

c) Obě jsou nekonečná. Potom přerovnání konvergující k číslu s sestrojíme tak, že nejprve budeme nejdříve vkládat kladné čeny (počínaje největšími), dokud posloupnost částečných součtů (známe-li prvních n prvků vytvářeného přerovnání, známe i prvních n částečných součtů) nepřesáhne s. Poté budeme vkládat záporné členy (počínaje těmi, které jsou v absolutní hodnotě největší), dokud posloupnost částečných součtů neklesne pod s. Tento postup opakujeme donekonečna. Pokud řada obsahuje nulové členy, pak při každé "změně směru" vložíme jeden, dokud všechny nevyčerpáme. Tento postup lze formalizovat pomocí věty o definici rekurzí.
Jelikož K i Z jsou nekonečné, neexistuje žádný index {\displaystyle n_{0}\,\!}, za nímž by již nedošlo ke změně směru. Z toho též plyne, že všechny členy původní řady budou vyčerpány, jedná se tedy skutečně o přerovnání.
Zbývá ukázat, že posloupnost částečných součtů konverguje k s. Pro libovolné ε>0 z definice konvergence existuje index {\displaystyle n_{1}\,\!} takový, že všechny členy původní řady, které jsou v absolutní hodnotě větší, než ε, jsou v novém přerovnání vyčerpány před {\displaystyle n_{1}\,\!}. Označme {\displaystyle n_{2}\,\!} nejbližší další index, kde došlo ke změně směru. Od tohoto indexu leží všechny částečné součty v intervalu (s-ε, s+ε), neboť jakmile je hodnota s překročena, dojde ihned ke změně směru. Přerovnaná řada tedy konverguje k s.
Oscilující řady lze zkonstruovat podobně, přičemž přesáhne-li částečný součet číslo 1, přidáváme záporné členy, dokud částečný součet neklesne pod -1, pak přidáváme kladné.

## Násobení řad
Pro absolutně konvergentní řady {\displaystyle \sum _{n=1}^{\infty }a_{n}} a {\displaystyle \sum _{n=1}^{\infty }b_{n}} platí:
{\displaystyle \left(\sum _{n=1}^{\infty }a_{n}\right)\left(\sum _{n=1}^{\infty }b_{n}\right)=\sum _{n=2}^{\infty }{\sum _{k=1}^{n-1}{a_{k}b_{n-k}}}}

## Césarovské součty
Částečné součty: {\displaystyle s_{k}:=\sum _{n=1}^{k}a_{k}}
Označme: {\displaystyle \sigma _{n}:={\frac {s_{1}+s_{2}+...+s_{n}}{n}}}
Řekneme, že řada je Césarovsky sumovatelná, pokud existuje {\displaystyle lim_{n->\infty }\sigma _{n}}
Řadu označíme symbolem {\displaystyle (C,1)} pokud {\displaystyle lim_{n->\infty }\sigma _{n}=\sum _{k=1}^{\infty }a_{k}}[zdroj?]

## Některé významné řady
- Geometrická řada je taková řada, v níž je každý následující prvek konstantním násobkem předchozího prvku. Například

{\displaystyle 1+{1 \over 2}+{1 \over 4}+{1 \over 8}+{1 \over 16}+\cdots =\sum _{n=0}^{\infty }{\frac {1}{2^{n}}}=2.}
Obecně lze říci, že geometrická řada {\displaystyle \sum _{n=0}^{\infty }z^{n}} konverguje právě tehdy, je-li {\displaystyle |z|<1\,}.
- Aritmetická řada je řada, v níž každý následující prvek je zvětšen o konstantní hodnotu. Např.

{\displaystyle 1+3+5+7+...=\sum _{n=1}^{\infty }\left[1+2(n-1)\right]=\infty }.
- Harmonická řada je řada tvaru

{\displaystyle 1+{1 \over 2}+{1 \over 3}+{1 \over 4}+{1 \over 5}+\cdots =\sum _{n=1}^{\infty }{\frac {1}{n}}=\infty }
Ačkoli je splněna nutná podmínka pro konvergenci řady, tj. {\displaystyle \lim _{n\to \infty }a_{n}=0}, je součet této řady roven nekonečnu, tedy řada diverguje. Nazývá se harmonická, protože každý člen, kromě prvního, je harmonickým průměrem sousedních členů.
- Řada s kladnými členy je taková řada {\displaystyle \sum a_{n}}, jejíž všechny členy vyhovují podmínce {\displaystyle a_{n}>0\,}. Řada s kladnými členy má vždy součet.
- Alternující řada je řada, jejíž členy pravidelně střídají znaménka. Jde tedy o řadu

{\displaystyle \sum _{n=1}^{\infty }a_{n}=\sum _{n=1}^{\infty }{(-1)}^{n+1}\left|a_{n}\right|}
- Teleskopická řada
- Mocninné řady